# 시드니 파크

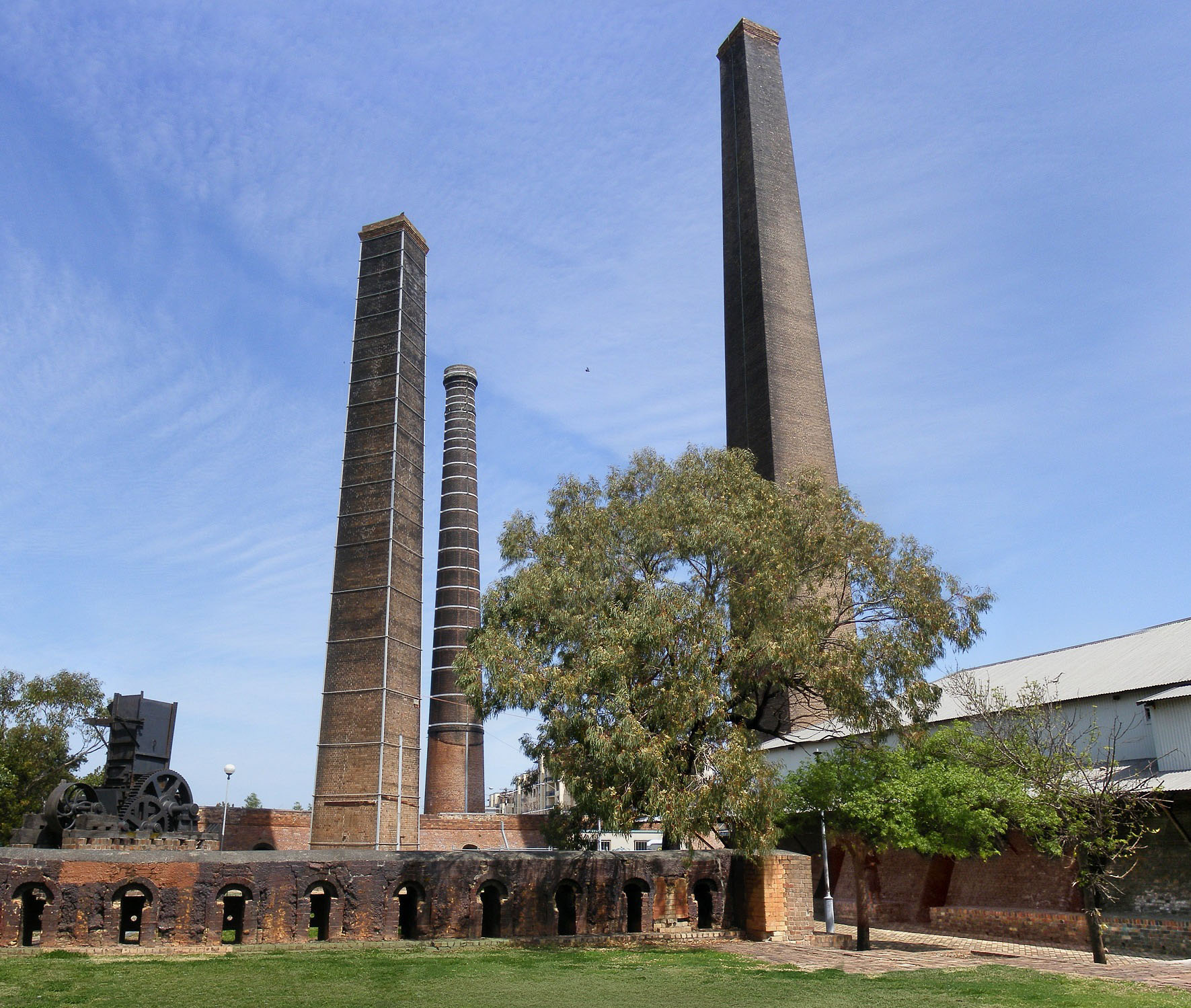
크리스마스 장식 된 굴뚝

시드니 파크(Sydney Park)는 오스트레일리아 뉴사우스웨일스주 시드니 도심에 위치한 여가 시설이다. 공원 시설은 세인트 피터스, 뉴타운, 어스카인빌의 경계인 알렉산드리아 지역의 외곽에 위치하고 있다.
시드니 파크는 44헥타르의 넓이에 달하는 시드니 도심에서 세 번째로 넓은 공원이다. 이 공원은 넓은 여가 공간과 시드니를 훤히 둘러 볼 수 있는 여러 개의 언덕들을 포함하고 있으며 습지와 크리켓 경기 시설, 어린이용 자전거 트랙, 석상과 같이 돌로 만든 문화 유산들이 존재한다.

## 예술과 유산
시드니 파크에는 1990년 미첼 스네이프가 조각한 "더 트레일"(The Trail)이라는 조각 작품을 포함하여, 과거에 쓰였던 벽돌 가마와 굴뚝들이 문화 유산으로 남아 있다. 킹스트리트와 프린스 고속도로가 만나는 지점에 위치한 벽돌 굴뚝들은 뛰어난 과거의 건축물로 평가받고 있다.

## 스포츠와 여가
공원 북쪽의 앨런 데이비슨 오벌이라 불리는 경기장에서는 크리켓이나 오지 풋볼 경기가 열린다. 이 경기장은 주니어 오지 풋볼 팀인 뉴타운 스완스의 홈 경기장으로 사용된다.

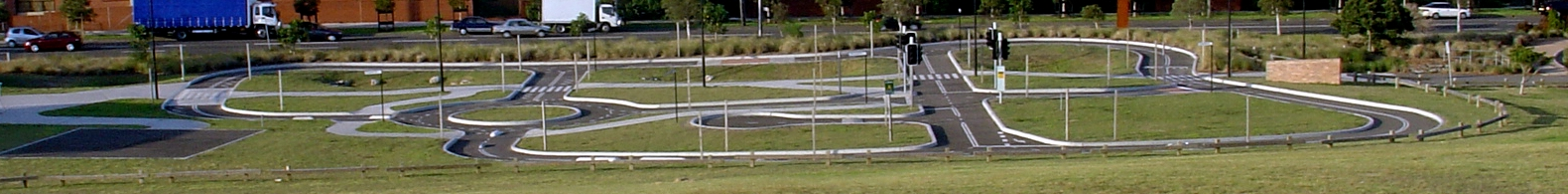
자전거 트랙

## 문화 행사
이 공원은 젊은 층의 공식적으로 허용되지 않는 장르를 포함한 다양한 문화 욕구를 개발하는 공간으로 사용된다. 실제 이 공원에서는 1990년대부터 오늘날에 이르기까지 'Punks Picnic'라는 반 사회적 펑크 음악을 즐기는 인근 주민들의 모임 공간으로 사용되고 있다. 1992년부터 1994년까지 Vibe Tribe가 주최하는 파티가 열려 1990년대 시드니 전자 음악의 한 축을 이루기도 했다. 이러한 특성 덕분에 이 지역에서는 40회가 넘는 반 사회적 시위가 발생하기도 했다. 이러한 시위가 있은 뒤 사우스 시드니 카운슬은 반 사회적 시위 때문에 일어나는 피해를 막기 위해 이 지역에서의 반 사회적 모임의 행사나 집회를 허용하였다. 최근에는 해마다 9월 세계 평화의 날에 세계 50여개국의 참가자가 참여하는 시드니 어스댄스 행사가 열리며 2007년부터 사운드웨이브 페스티벌 행사가 열리고 있다.

## 생태
일부 지역은 개와 함께 산책을 하는 것을 허용하고 있다. 공원 안의 연못과 습지들은 조류와 야생 생태 보호를 위해 진입을 금하고 있는 지역도 있다. 이 지역에는 여러 마리의 물새와 펠리컨, 오스트레일리아 까치들이 살고 있다.

시드니 공원의 파노라마 사진

## 사진

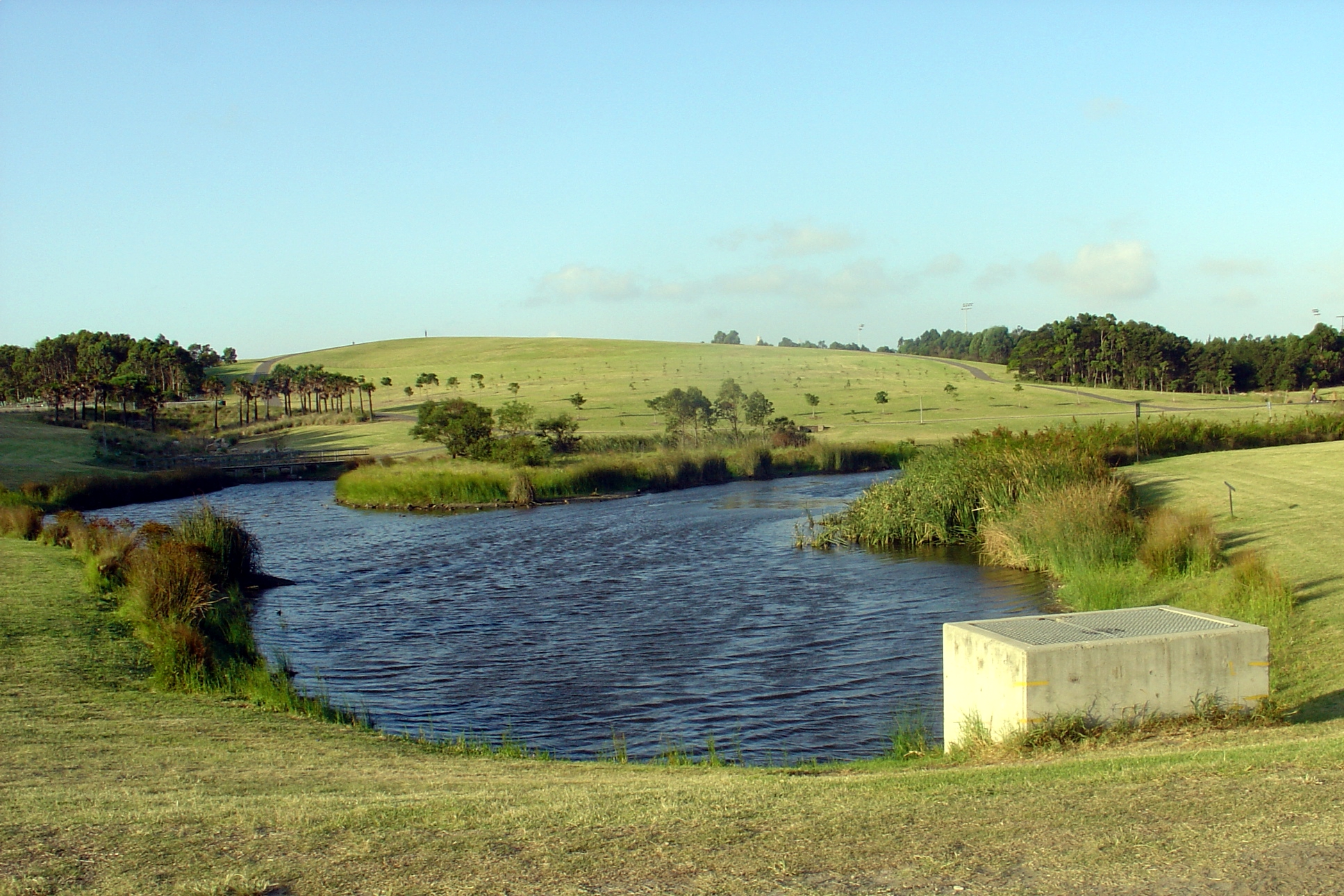
북쪽 지역의 연못
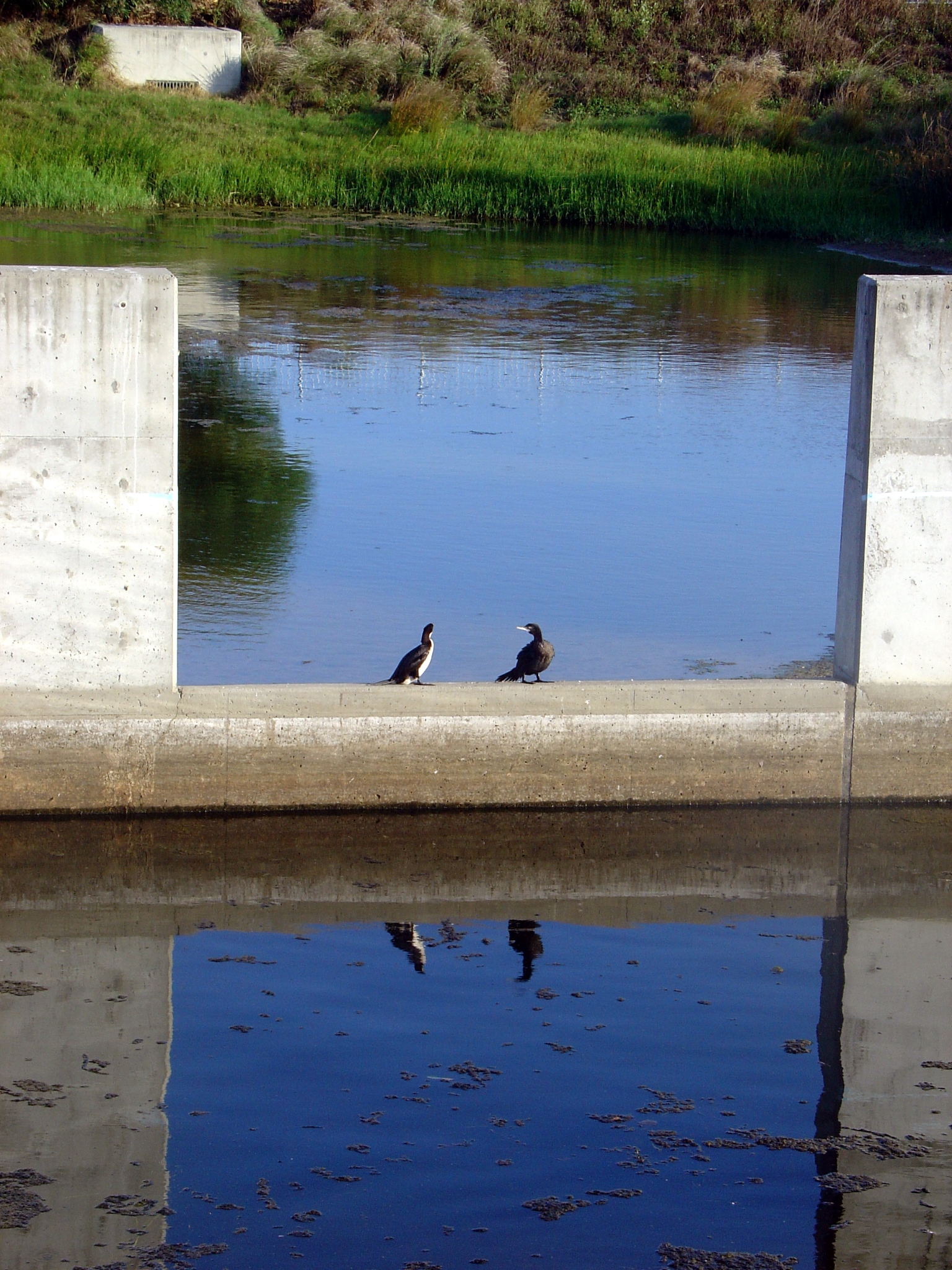
조류 보호 구역의 습지
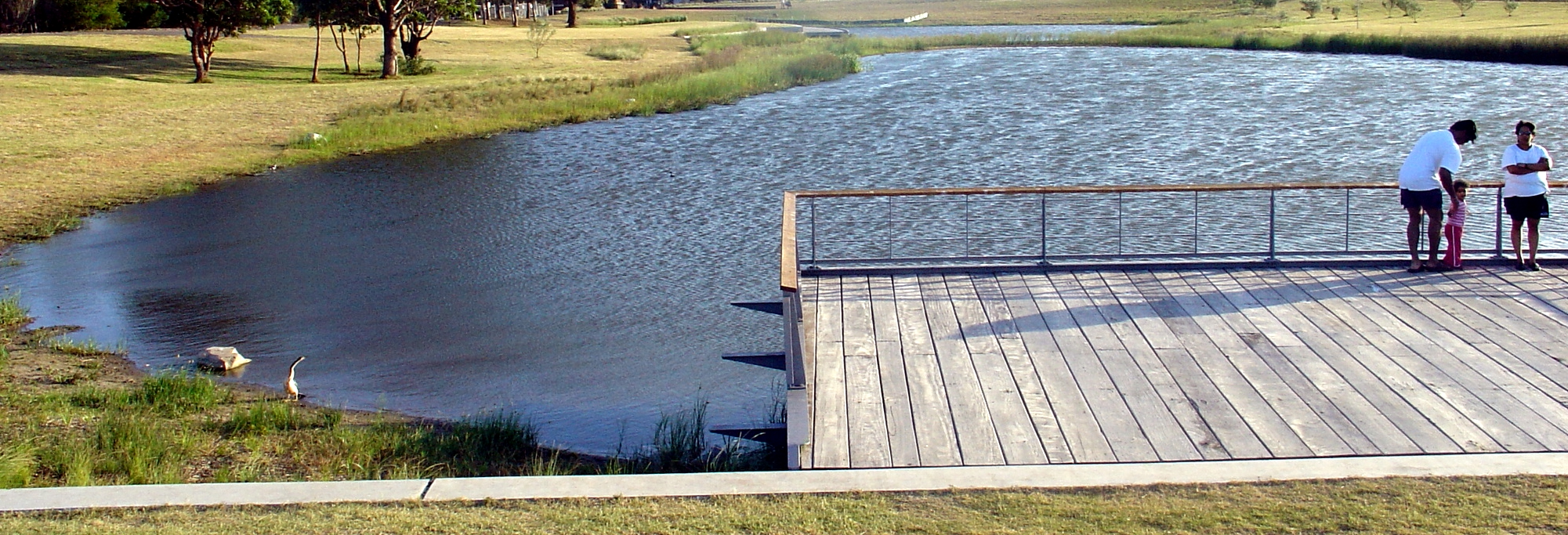
습지 전망대
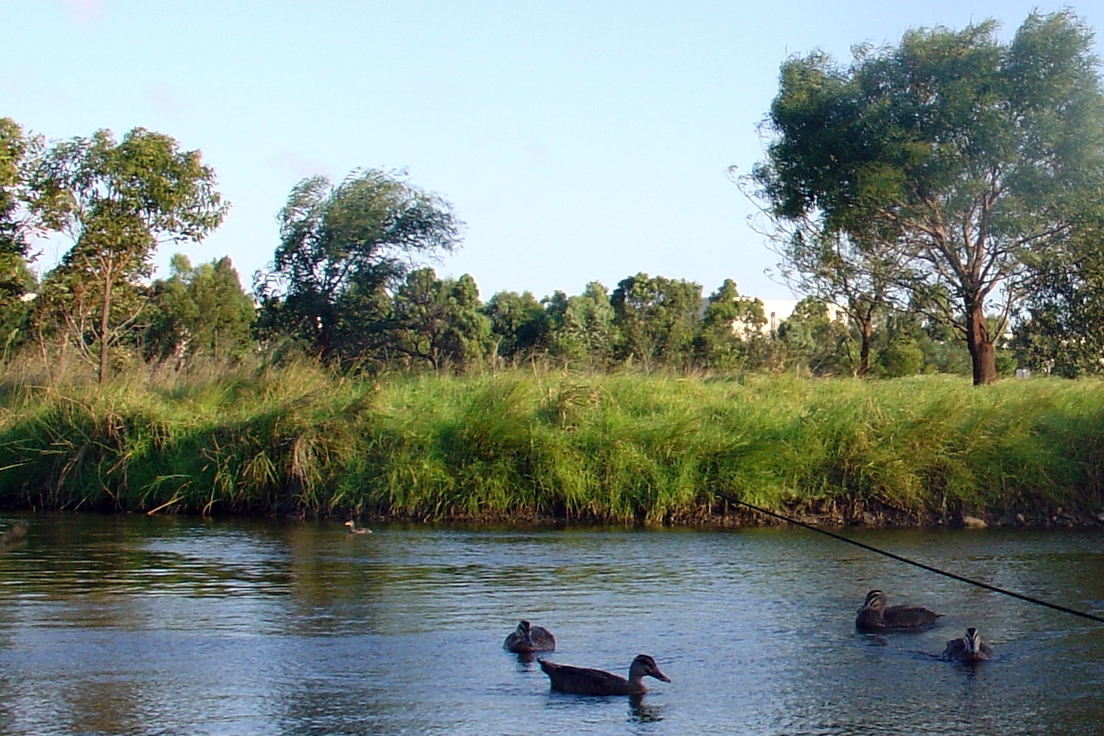
오리
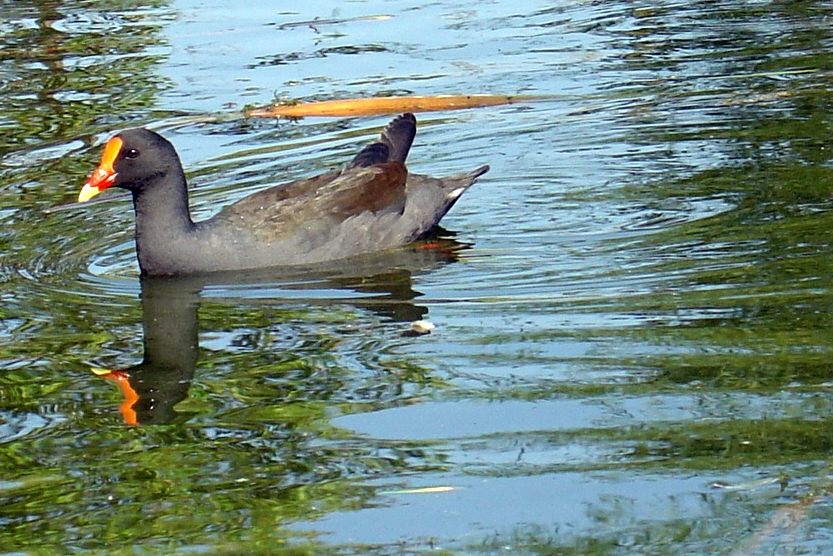
물새
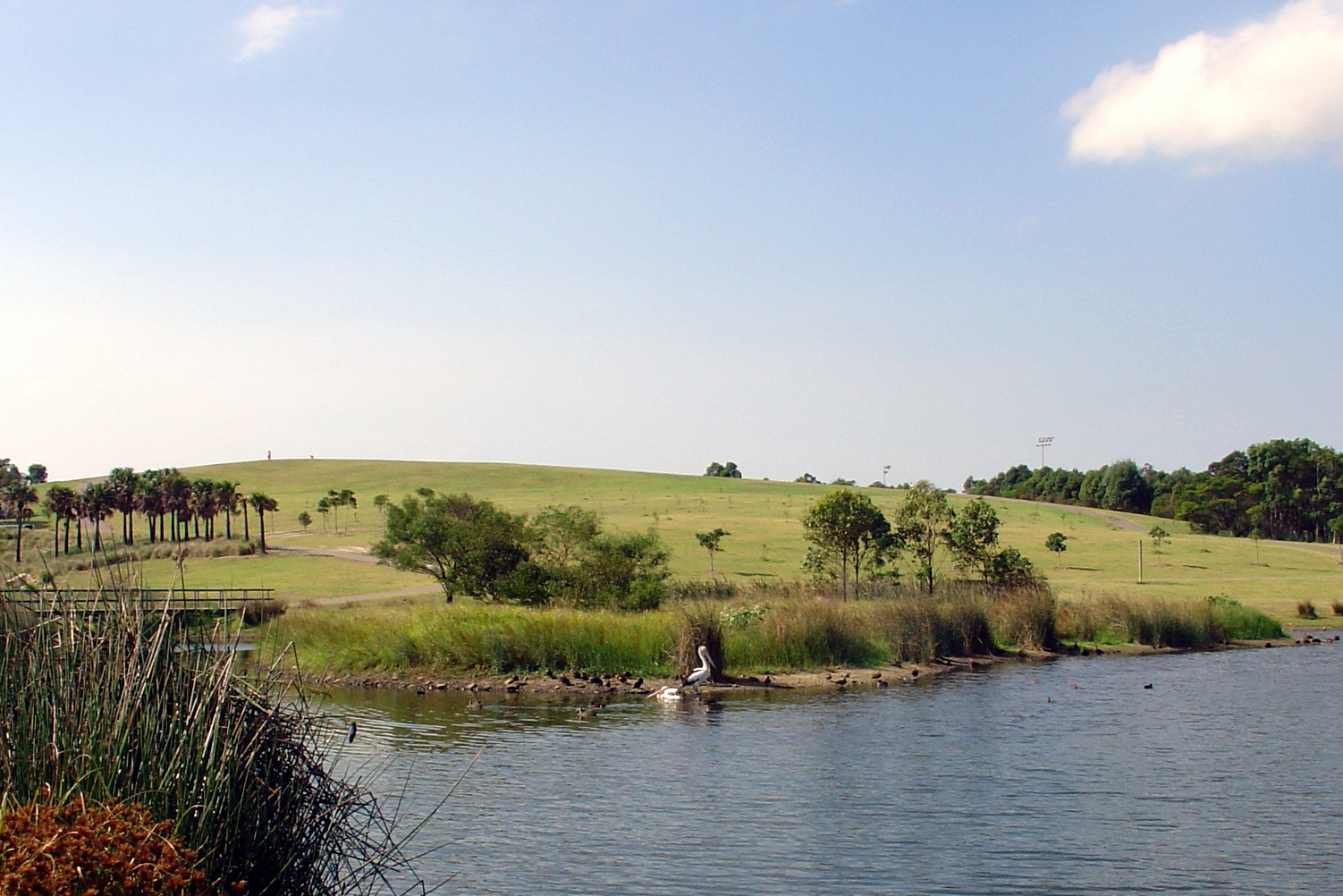
습지대
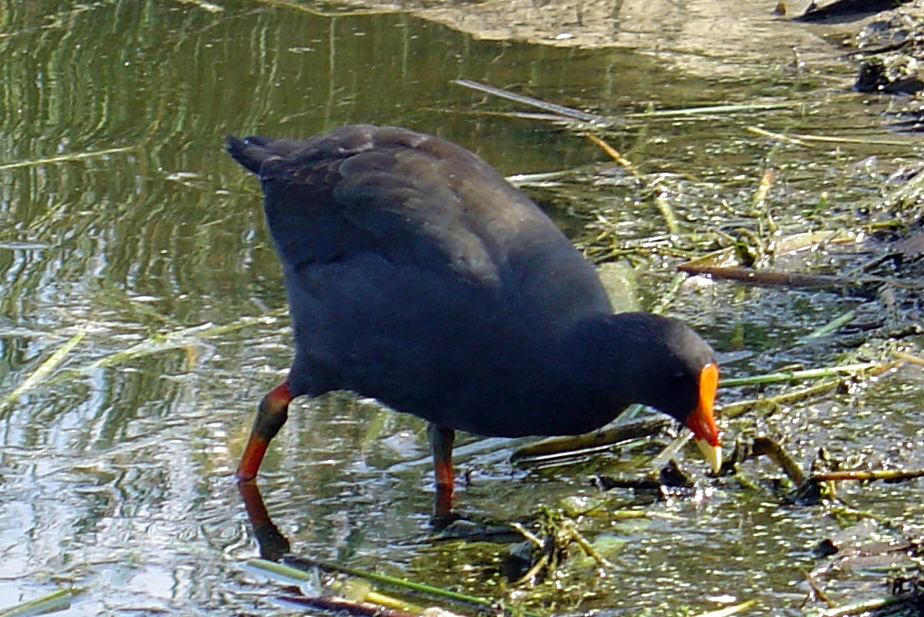
물새
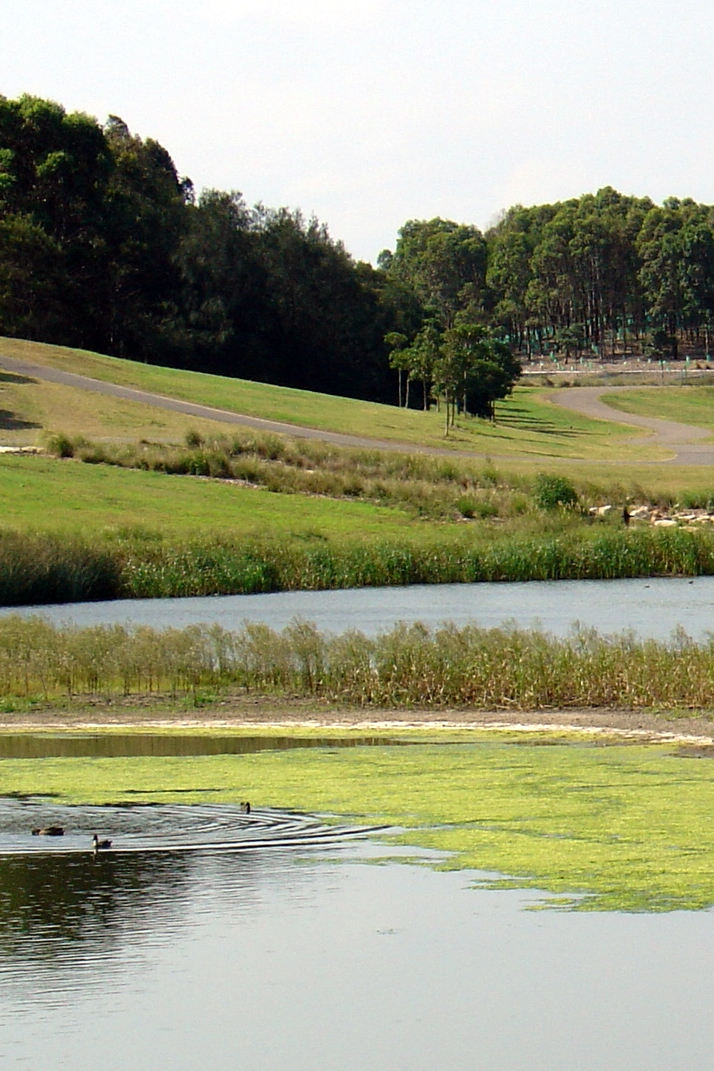
습지대
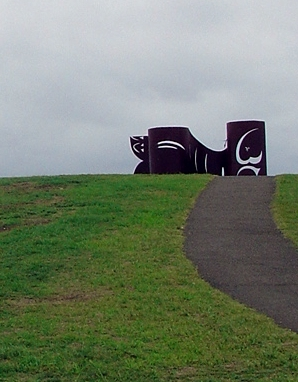
시드니 파크
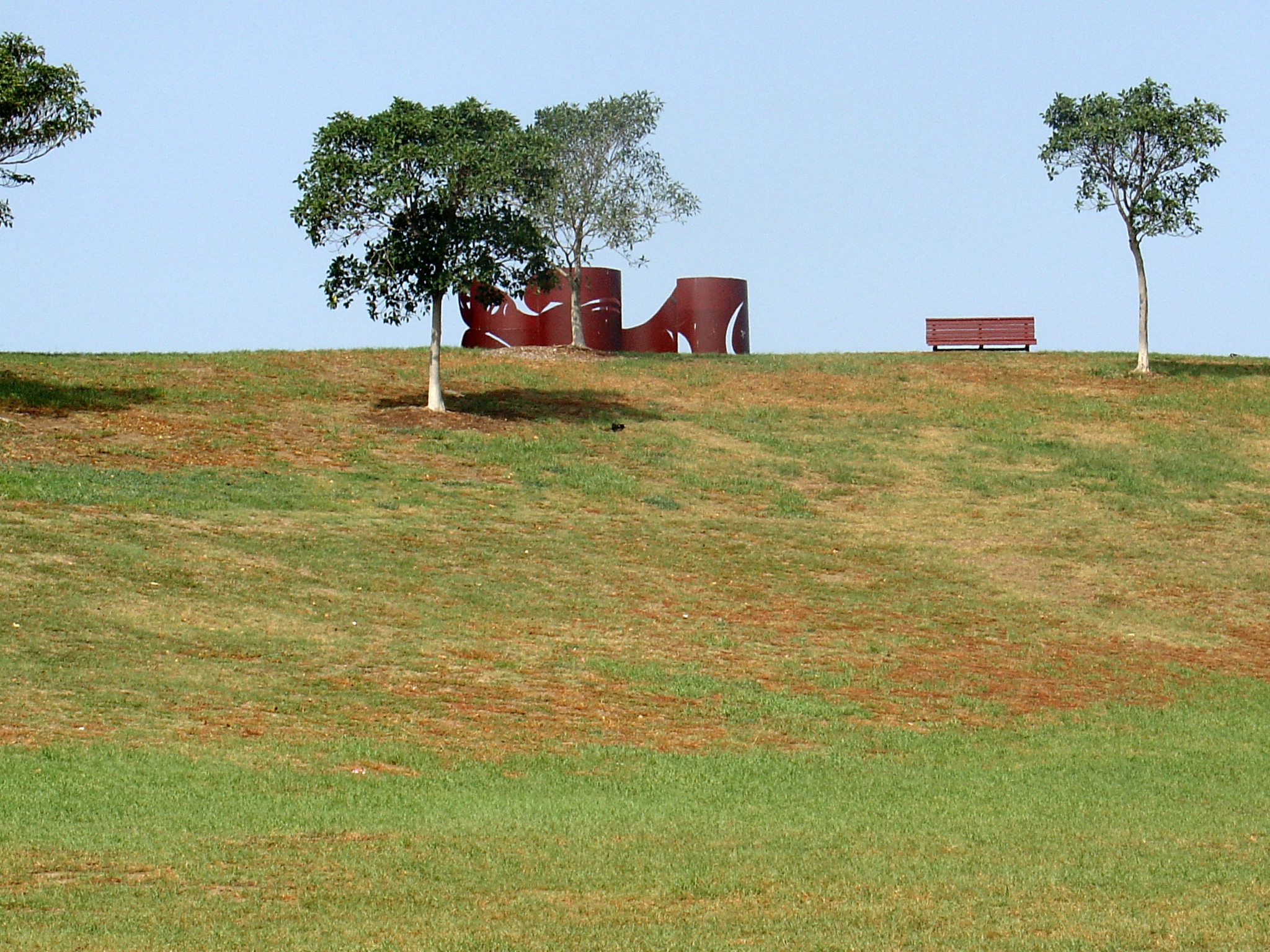
오솔길
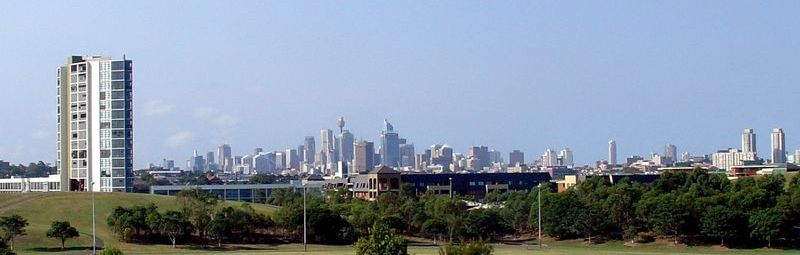
시드니 도심의 모습